# Roa'a Naser
Roa'a Ahmad Zohdi Naser (* 16. Dezember 1991) ist eine jordanische Handballspielerin. Sie gehört sowohl der Hallen- als auch der Beachhandball-Nationalmannschaft ihres Landes an.

## Handball
Mit der Hallenhandball-Nationalmannschaft Jordaniens gewann Naser im Februar 2018 bei den kurzfristig von Bahrain nach Amman in Jordanien verlegten Westasienmeisterschaften 2017 die Silbermedaille, wobei sie sich im Finale nur der Mannschaft aus dem Iran geschlagen geben mussten.
Im Beachhandball nahm Naser mit der Mannschaft Jordaniens zwischen 2008 und 2016 vier Mal an den Asian Beach Games teil. Auf Bali war sie damit 2008 Gründungsmitglied der Mannschaft. Bei der traditionell in Asien vergleichsweise breit besetzten Multisport-Veranstaltung belegte die Mannschaft den siebten Rang unter neun Teams. Einzig 2010 in Maskat nahm die Mannschaft nicht an den Asian Beach Games teil. 2012 in Haiyang, 2014 in Phuket sowie 2016 in Đà Nẵng startete Naser mit ihren Jordanierinnen erneut bei den Asian Beach Games und platzierte sich jeweils im hinteren Platzierungsdrittel, einzig 2016 konnte die Mannschaft mit Platz fünf bei neun Startern das Mittelfeld erreichen. Mit ihren vier Teilnahmen ist Naser die einzige Spielerin ihres Landes, die an allen vier Turnierteilnahmen Jordaniens aktiv als Spielerin beteiligt war.

## Erfolge
| Asian Beach Games - 2008: 7. - 2012: 8. - 2014: 7. - 2016: 5. | Westasiatische Handballmeisterschaften der Frauen - 2017: 2. |